# 스카이레인보우
스카이레인보우(SkyRainbow)는 대한민국 위성방송 스카이라이프 채널번호 525번의 직접사용 채널로 2008년 3월 10일 개국했다.
스카이레인보우채널은  대한민국 방송콘텐츠 육성과 시청자 선택권 확대에 기여하고자 2008년에는 법률방송(법률/상담), 브레인TV(장기/체스), 비타민TV(의료/건강), FoodTV(음식/요리), TV서울(교통/기상)로부터 다양한 프로그램을 제공 받아 채널별 블록 시간에 스카이라이프가 채널 408번에 자체적으로 편성하여 운영하였다.
또한 레인보우 HD라는 이름으로 개국하기도 했다.
2009년에는 채널 525번으로 자리를 옮겨 경제, 보도, 금융 전문 프로그램을 수급하여 방송할 계획으로 현재는 방송이 일시 중단된 상태이다.